# Carl Wilhelm Rubenson
Carl Wilhelm Rubenson (30 de julho de 1885 — 29 de julho de 1960) foi um alpinista norueguês nascido na Suécia e escritor de não-ficção.

## Vida pessoal
Rubenson nascera em Estocolmo, filho do latifundiário Carl Otto Rubenson e de Elise Johansen. Casou-se, em 1911, com Ragnhild Fougner.

## Alpinista
Em 1906, Rubenson fez várias primeiras ascensões em Jotunheimen, com Ferdinand Schjelderup e Agnes Jachelln. Em outubro de 1907, Rubenson e Ingvald Monrad Aas atingiram os 7 270 metros de altura na montanha Kabru, possivelmente a maior altitude que ninguém havia alcançado até então. No entanto, Rubenson e Aas se acreditavam que Graham, Boss e Kaufmann tinham alcançado a mesma altura em Kabru em 1883, conceito compartilhado com a maioria dos alpinistas contemporâneos e aceito por análises recentes. Ele cofundou, em 1908, o clube norueguês de alpinismo Norsk Tindeklub, com Alf Bryn, Ferdinand Schjelderup, Henning Tønsberg e os demais. Rubenson fez a primeira ascensão da montanha norueguesa Stetind em 1910, junto com Alf Bonnevie Bryn e Ferdinand Schjelderup. Os três alpinistas chegaram ao topo de Stetind em 30 de julho de 1910, no aniversário de vinte e cinco anos de Rubenson. Esta foi a primeira de uma série de primeiras ascensões a acompanhar as duas semanas seguintes no norte da Noruega. Em 1 de agosto, Rubenson, Bryn e Schjelderup fizeram a primeira ascensão de Svolværgeita, na ilha de Austvågøy, em Lofoten. A rota deles se chama 1910 Ruta ("A Rota 1910"). Esta rota inclui uma famosa travessia diagonal pela parede norte da montanha, liderada por Rubinson. O grupo chegou ao topo às onze horas da noite em 1 de agosto. Em 3 de agosto de 1910, o mesmo grupo escalou a Trakta no norte de Austvågøy, uma montanha considerada entre as cimeiras mais difíceis de escalar na Noruega. Também esta foi uma primeira ascensão, onde eles escalaram a cimeira principal (Vestre Trakta) através do Cume Noroeste. Rubenson fez parte do grupo que tentou pela primeira vez uma ascensão invernal da Store Skagastølstind, mas esta tentativa falhou por causa das duras condições de neve e risco de avalanches.
Dentre os livros de Rubenson estão Fjeldsport før og nu e Med telt og husbaat i Kashmir, ambos lançados em 1923. Ele foi agraciado como membro honorário do Clube Alpino Britânico e do Norsk Tindeklub.

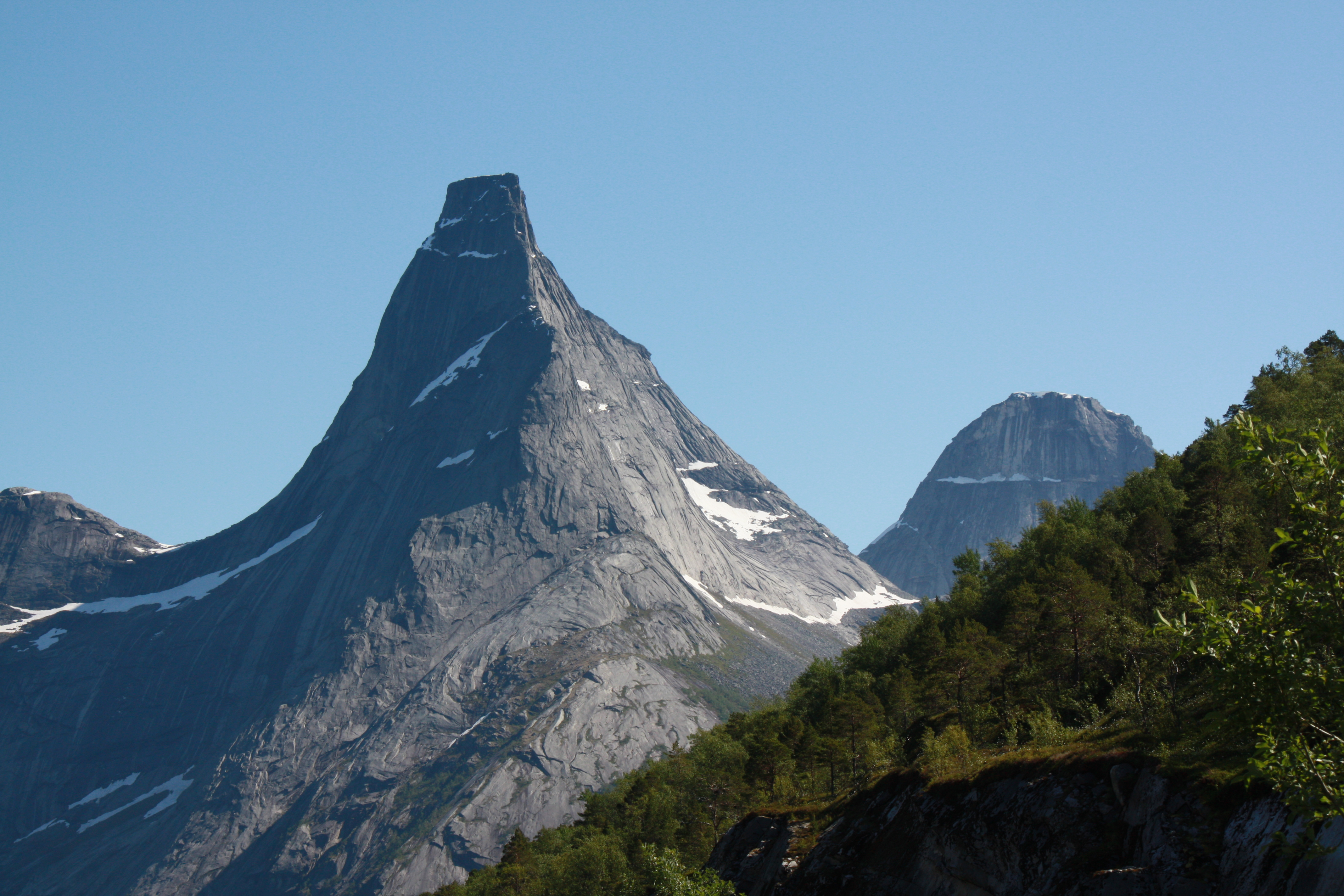
Stetind foi escalado pela primeira vez em 1910 por Bryn, Rubenson e Schjelderup.